# إزرائيل ديفيدسون
إزرائيل ديفيدسون (بالإنجليزية: Israel Davidson)‏ هو مؤلف وكاتب أمريكي، ولد في 1870 في يونافا في ليتوانيا، وتوفي في 1939.